# Body Count (groupe)
Pour les articles homonymes, voir Body Count.
Body Count est un groupe de rap metal américain, originaire de Los Angeles, en Californie. Il se forme en 1990 autour du rappeur Ice-T et du guitariste Ernie-C. Le guitariste D-Roc, le bassiste Mooseman et le batteur Beatmaster-V viennent compléter la formation de départ.

## Biographie

### Origines
L'intérêt porté par Ice-T au heavy metal émerge à la période durant laquelle il partage sa chambre avec son cousin Earl, un fan de rock et auditeur fidèle du genre à la radio. Ice-T apprécie particulièrement Edgar Winter, Led Zeppelin et Black Sabbath (il avait fait ses études à la Crenshaw High School, où plusieurs de ses camarades de classe partageaient sa passion, parmi lesquels les musiciens Ernie C, Mooseman, Beatmaster V et D-Roc the Executioner). Il entame une carrière solo de rappeur, mais décide ensuite de former Body Count avec ses amis,. Ice-T écrit la musique et les paroles du groupe avec le guitariste Ernie C et endosse les parties vocales, pensant pourtant ne pas être fait pour chanter. La formation originale se compose de Mooseman à la basse, Beatmaster V à la batterie et de D-Roc à la guitare rythmique.

### Tournée et premier album (1991–1992)
Ice-T présente le groupe au Lollapalooza 1991, dont la moitié du temps de scène est consacré à ses chansons hip-hop et l'autre moitié au répertoire de Body Count, ce qui attire l'intérêt des fans de musique alternative et des adolescents des classes moyennes. Certains considèrent les performances de Body Count comme à la hauteur de la tournée. Le groupe fait sa première apparition dans l'album solo d'Ice-T, O.G. Original Gangster, en 1991. Le titre Body Count est précédé par une introduction parlée. Le premier album éponyme de Body Count est publié par le label Sire/Warner Bros. Records le 31 mars 1992. Après l'album, Body Count se lance dans une tournée internationale et agrandit significativement son public. À la performance du groupe à Milan, en Italie, certains punks du public crachent sur Ernie C. Ice-T tente de calmer la situation, mais les crachats continuent. Le groupe s'apprête à jouer Cop Killer, lorsqu'Ice-T identifie les membres du public qui crachent dans sa direction et descend alors de scène dans le public pour les frapper. Alors que le groupe commence à jouer, une partie du public se monte contre Ice-T. Body Count doit s'enfuir et le concert est immédiatement annulé.
À l'extérieur, le public fou furieux s'en prend au bus du groupe. Le groupe se précipite dans un taxi, mais son conducteur préfère prendre la fuite à la vue de la foule en colère entourant le taxi, menant Body Count à voler le véhicule afin de s'échapper et à l'abandonner en cours de route. Ils arrêtent alors un autre taxi, qui les emmènera finalement à l'hôtel. L'incident fait la une de la presse et alimente les polémiques à la télévision italienne. Le groupe apparaît lors d'une émission de radio de Milan, durant laquelle le disc jockey explique à son audience que : « certains clowns ont essayé de ruiner son concert. On a des raisons de leur en vouloir. Ice-T est un invité dans notre pays, on l'a invité pour qu'il puisse jouer lors de concerts à guichet fermé, et on l'adore ! » De nombreux fans s'excusent de ce comportement.

### Cop Killer(1992)
La chanson Cop Killer, qui critique à l'origine la corruption policière, fait polémique et est perçue comme une menace envers les forces de l'ordre,. Ice-T explique : « Je pensais être en sécurité. Je croyais que dans le monde du rock'n'roll, je pouvais être libre d'écrire ce que je voulais. Bon sang, j'ai écouté Talking Heads chanter Psycho Killer. Alors merde, je me suis dit que j'allais faire un "Cop Killer" ! Mais c'était un mélange entre du metal et un fait réel... » La Dallas Police Association et la Combined Law Enforcement Association du Texas lancent une pétition pour empêcher Warner Bros. Records de publier l'album. En une semaine, elles sont rejointes par des organisations policières de tous les États-Unis. Certains critiquent le fait que ce titre pourrait engendrer de la criminalité et de la violence. D'autres rétorquent que de telles explications sont une atteinte à la liberté d'expression du groupe.
Le mois suivant, les polémiques concernant le groupe prennent davantage d'ampleur. Le vice-président Dan Quayle qualifie Cop Killer d'obscène et le président George H.W. Bush dénonce publiquement toute société qui publie ce genre de chanson. Chez Time Warner, l'acteur Charlton Heston lit les paroles de la chanson KKK Bitch devant un public abasourdi et demande à la société de faire le nécessaire. Des menaces de mort sont même envoyées aux exécutifs de Time-Warner et les actionnaires menacent la société. Sous la pression, Ice-T décide finalement de retirer Cop Killer de l'album,,.
Cop Killer est remplacée par une nouvelle version de Freedom of Speech, une chanson extraite de l'album solo d'Ice-T The Iceberg/Freedom of Speech... Just Watch What You Say, publié en 1989. La chanson est rééditée afin de lui attribuer un son plus rock. Ice-T quitte Warner Bros. Records l'année suivante à la suite de divergences concernant son album solo Home Invasion et emmène Body Count avec lui. Malgré la polémique, l'album est très bien accueilli par la presse spécialisée, qui inclut une note de A- de la part d'Entertainment Weekly et une place dans le classement des 40 meilleurs albums en 1992 par The Village Voice. Variety rapporte 480 000 exemplaires vendus de l'album le 29 janvier 1993.

### Born Dead,Violent DemiseetMurder 4 Hire(1993–2008)

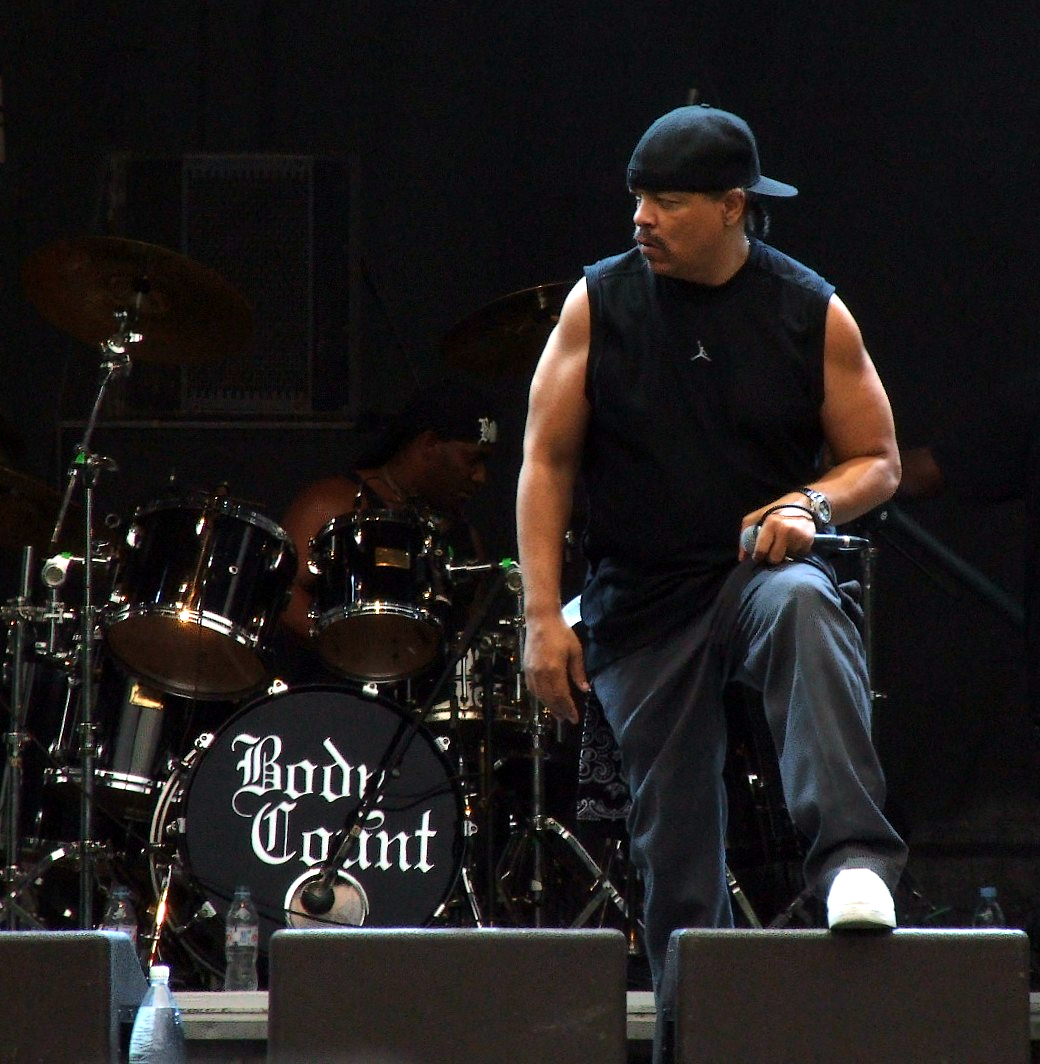
Ice-T sur scène avec Body Count en 2006.

En 1993, Body Count enregistre une reprise du titre Hey Joe pour un album dédié à Jimi Hendrix, Stone Free - A Tribute to Jimi Hendrix. Le groupe publie son deuxième album, Born Dead, en 1994 au label Virgin Records. Avant l'enregistrement du troisième album de Body Count, Violent Demise: The Last Days (1997), le bassiste Mooseman quitte le groupe et est remplacé par Griz. Le batteur Beatmaster V succombe d'une leucémie peu après les dernières finitions de l'album et un nouveau batteur nommé O.T. prend alors sa succession. Le bassiste Griz quitte le groupe un peu plus tard ; entretemps, l'ancien bassiste Mooseman est tué par balle en février 2001 après la préparation d'une autre tournée aux côtés d'Iggy Pop et de son groupe Trolls. Fin 2004, le guitariste D-Roc décède des suites de complications causées par un lymphome.
Ice-T raconte :« Pour moi, honnêtement, après avoir vécu quelque chose comme ça, on ne peut ni vraiment se relever, ni vraiment continuer. [...] C'était intense émotionnellement. On était en plein milieu d'un enregistrement, puis lui il s'en va et meurt ? On était genre, "mince !". Mais tout de suite après, on s'est tous dit "Allez, allez, on peut l'faire !". C'était marche ou crève. Le véritable esprit de Body Count se base sur une amitié solide. C'est pas genre on y va et on recrute le meilleur batteur ou le meilleur guitariste. Si on ne sait pas qui tu es, tu ne fais pas partie du groupe. »
En juillet 2006, Body Count publie son quatrième album, Murder 4 Hire, sur le label indépendant Escapi Music. L'album, dont la couverture montre l'oncle Sam tenant une pancarte Will Kill for Money (« Je tuerai pour de l'argent »), compare les militaires américains à des tueurs à gages. La formation suivante inclut le batteur O.T., le bassiste Vincent Price et le guitariste Bendrix. Le groupe se sépare quelques années ; concernant l'avenir de Body Count, Ernie C explique : « On maintiendra le groupe. Je ne sais pas si ça sera toujours Body Count, mais dans un certain sens, Ice et moi-même serons toujours ensemble. »

### Gears of War 3etManslaughter(depuis 2009)
Le 6 septembre 2009, Body Count participe au quinzième anniversaire du Vans Warped Tour au Club Nokia de Los Angeles. Le groupe joue un set de 20 minutes, avec des reprises de Slayer, et conclut avec le très controversé Cop Killer. Mike Sullivan d'ExploreMusic parvient à s'entretenir avec Ernie C du Vans Warped Tour. Ernie C divulgue brièvement l'enregistrement d'un cinquième album. Body Count écrit une chanson exclusive, The Gears of War, pour le jeu vidéo Gears of War 3. Le 9 décembre 2012, Ice-T annonce sur Twitter la production d'un cinquième album de Body Count en janvier 2013. Le lendemain, Ice-T révèle avoir signé Body Count sur le label Sumerian Records.
Le 10 mai 2013, Ice-T annonce le titre de leur futur album, Manslaughter. L'album est publié le 10 juin 2014.
Le 31 mars 2017, le groupe sort son sixième album Bloodlust.
Le 6 mars 2020, le groupe sort son septième album Carnivore.

## Récompenses
- 2017 : l'album Bloodlust est élu 9e meilleur album de l'année par les auditeurs/lecteurs de La Grosse Radio[29]

## Membres

### Membres actuels
- Ice-T – chant (depuis 1990)
- Ernie C – guitare solo (depuis 1990)
- Sean E Sean – échantillonneur, chœurs (depuis 1990)
- Vincent Price – basse (depuis 2001)
- Ill Will – batterie (depuis 2009)
- Juan of the Dead – guitare rythmique (depuis 2013)

### Anciens membres
- Beatmaster V – batterie (1990 ; décédé en 1996)
- Mooseman – basse (1990—1997, décédé en 2001)
- D-Roc the Executioner – guitare rythmique (1990 ; décédé en 2004)
- Griz – basse (1997—2001)
- O.T. – batterie (1997—2006)
- Bendrix – guitare rythmique (2004—2006)

## Discographie

### Albums studio
- 1992 : Body Count
- 1994 : Born Dead
- 1997 : Violent Demise: The Last Days
- 2006 : Murder 4 Hire
- 2014 : Manslaughter
- 2017 : Bloodlust
- 2020 : Carnivore
- 2024 : Merciless

### DVD
- Murder 4 Hire
- Smoke Out Festival Presents : Body Count
- Live in L.A. (Live au Troubadour contenant deux titres inédits : Dirty Bombs et Passion)